# Pousada (La Peroja)
Pousada es una aldea perteneciente a la parroquia de San Vicente de Graices, municipio de La Peroja, en el Área Turística de La Ribeira Sacra. Enclavado en la provincia de Orense, Autonomía de Galiza, en España.Coordenadas GPS, Latitud N: 42,417 Longitud W: 7,783. La iglesia de San Vicente de Graices se encuentra a un kilómetro del centro. Compuesto por Pousada, Amido, Camiño de Abaixo, Pain, Prado Meiriño, Puzas, Portiñas, Roxón, Seara, Vispin. Está Bañado por el arroyo Pain, afluente del río Lentomil, que a su vez es afluente del Río Miño, el más caudaloso de la vertiente Atlántica de la península ibérica, y que fue declarado Reserva de la Biosfera por la Unesco en el año 2002. Son importantes sus viñas, contando con la Bodega Alaixiña, en Vispin, perteneciente a la subzona de Chantada, para la producción de la Denominación de origen Ribeira Sacra. Es afamado su orujo de aguardiente. Tiene 48 habitantes, lo que le hace acogedor, y tranquilo. Es conocido también por las importantes rutas que posee para realizar motocross y senderismo. También conocido es el Rallye de La Peroja, que en sus tramos más emocionantes transcurre por Pousada. Además al finalizar la Primavera en el mes de junio se celebra en sus carreteras uno de los tramos del afamado Rallye de Orense. Su clima es oceánico con mezcla de clima de montaña, muy saludable, todo ello debido en parte a sus 300 metros de altitud sobre el nivel del mar. Como recursos turísticos cuenta con una piscina municipal, junto a la casa do Concello, en el centro de La Peroja. Próxima también se encuentra la zona de Termal en Orense capital, junto al Río Miño. En cuanto a sus celebraciones son en paralelo a las de la Parroquia de San Vicente de Graices, y se celebran, alrededor del 22 de enero, festividad de San Vicente, y del 5 de agosto, festividad de La Virgen de las Nieves.
El Castro de La Peroja, situado a tres kilómetros del centro de Pousada, nos recuerda que en la era del Paleolítico ya existía este lugar y que por ello, y debido a los buenos recursos naturales con los que cuenta la zona, hizo posible que los celtas se establecieran en Pousada. Padeció múltiples asedios dando lugar a leyendas como la de la existencia de un pasadizo por el que salían los moros a buscar gente al valle o que para liberarlo de los moros se contó con la intervención del Apóstol Santiago en un caballo volador dejando marcas de sus herraduras en el mirador de los caballeros. Más tarde en el siglo XIII se convirtió en la sede del Adelantado Mayor de Galicia, que era quien ostentaba el poder gubernativo, económico y judicial. Este cargo lo tuvo Pedro Ruiz Sarmiento en 1370 comenzando la dinastía de los Sarmientos cuyo escudo de armas formado por trece róeles rojos sobre campo de oro figura en el actual escudo del municipio. Más tarde pasa a pertenecer a los Marqueses de Camarasa que serían sus últimos dueños. En el año 1466, en la revuelta irmandiña, más de 130 castillos son arrasados, pero el de La Peroja se salva por albergar a este cargo, representante del Rey. A continuación comienza a perder importancia pasando a depender de los Condes de Ribadavia. Después de la desamortización de Mendizábal, siglo XVIII, se convirtió en el ayuntamiento de La Peroja, y allí se celebraban los mercados, y las romerías. Durante el último cuarto del siglo XIX y primero del siglo XX, Pousada se convierte en el núcleo de población más importante económicamente del municipio. En cuanto a la organización administrativa depende del municipio de La Peroja.
- Datos: Q9062036
- Multimedia: Pousada, Graíces, A Peroxa / Q9062036